# Jiribam
Jiribam là một thành phố và là nơi đặt hội đồng đô thị (municipal council) của quận Imphal East thuộc bang Manipur, Ấn Độ.

## Nhân khẩu
Theo điều tra dân số năm 2001 của Ấn Độ, Jiribam có dân số 6426 người. Phái nam chiếm 49% tổng số dân và phái nữ chiếm 51%. Jiribam có tỷ lệ 73% biết đọc biết viết, cao hơn tỷ lệ trung bình toàn quốc là 59,5%: tỷ lệ cho phái nam là 80%, và tỷ lệ cho phái nữ là 66%. Tại Jiribam, 13% dân số nhỏ hơn 6 tuổi.